# Katolički školski centar "Sv. Pavao" Zenica
Katolički školski centar "Sv. Pavao" Zenica je katolička školska ustanova koja se nalazi u gradu Zenici u Bosni, BiH. Jednom stranom je na ulici Abdulaziza - Aska Borića, a drugom na ulicu fra Ivana Jukića. U susjedstvu su crkva sv. Ilije Proroka, Dom zdravlja i Stadion Bilino polje.

## Povijest
Od 1994. godine Katolička Crkva otvorila je otvara nove katoličke školske centre u sastavu kojih djeluju različite škole, i uz zenički osnovani su takvi KŠC-i u Sarajevu, Travniku, Tuzli, Zenici, Žepču, Konjicu, Banjoj Luci i Bišću. Pohađaju ih ponajviše djeca katoličke vjeroispovijesti ali su, kao i nekadašnje katoličke obrazovne ustanove, otvorene za sve učenike bez razlike na vjeroispovijest i nacionalnu pripadnost. Zenički KŠC je otvoren jeseni, 25. rujna 1995. godine. U njemu djeluju dvije škole: Osnovna škola i Opća gimnazija s ukupno 700 učenika na početku školske 2012/2013. godine. Do jeseni 2001. godine djelovale su u unajmljenim prostorijama, a otada u novoj zgradi koja je nanovo izgrađena sa športskom dvoranom i amfiteatrom. KŠC-i sa svojim školama uključujući i zenički KŠC Sv. Pavao uključeni su 1997. godine u «Europski odbor za katoličko školstvo» (Comité Européen pour l' Enseignement catholigue). U obavljanju nastave slijede vlastiti Nastavni plan i program koji je izrađen i prihvaćen na seminaru djelatnika Katoličkih školskih centara u Neumu 1997. godine. Neki od njih izdaju vlastite listove a od proljeća 2001. godine svi centri izdaju zajednički list «Izvori».

## Vanjske poveznice
- KŠC Sv. Pavao  Arhivirana inačica izvorne stranice od 21. srpnja 2019. (Wayback Machine)